# 処方箋医薬品
処方箋医薬品（しょほうせんいやくひん、英語: prescription medication）とは、医師の処方箋を必要とし、薬剤師による調剤によって処方される医薬品のことである。医療用医薬品とも。これに対し、処方箋不要で薬局以外で購入することもできる一般用医薬品がある。かつて「箋」の字が常用漢字に含まれていなかったため処方せん医薬品と表記されていた。
医薬品は、1960年代に国際的にサリドマイドによる薬害に伴って、治験によって安全性と有効性を確認するようになり、また処方箋を必要とするようになった。また特許の変更も重なり、後に多大な投資による国際的な医薬品の販売が開始されることになる。製薬産業による適応外への違法な病気喧伝が一般化しており、それは死亡や重篤な副作用といった危険性を度外視して行われている。2010年代にはアメリカ合衆国で、薬物の過剰摂取による死亡の過半数が処方箋医薬品となった。英米で運転死亡事故を上回り、国際的な懸念である。

## 国際
1960年代から各国では特許法が改正されて、医薬品を含む物質特許が認められるようになり、また新薬を使うには処方箋を必要とするようになった。そうして1980年代には、ブロックバスター薬が登場することになる。それまでは、多大な投資による開発をするメリットはなかった。
1960年代に、サリドマイドによる薬害が伝わり始めると、医薬品が安全かつ有効であることを要求するようになり、1962年にアメリカの連邦食品・医薬品・化粧品法は改正され、日本も1967年にこれに従った。日本では形骸化した臨床試験も実施されたために1979年に薬事法が改正され、治験として法的になった。その後も、資料のねつ造、副作用の隠蔽が発覚し、「医薬品の臨床試験の実施に関する基準」 (GMP) などが公表されてきた。
特許では、1960年にフランスが、1967年に医薬品開発の強国であるドイツが医薬品を含む物質特許を認めた。1980年代には、世界貿易機関 (WTO) の知的所有権の貿易関連の側面に関する協定（TRIPS協定）が作成されると、WTO加盟国には、公序良俗上の例外や人または動物の治療のための診断方法、治療方法および外科的方法等の例外を除き、原則として医薬品を含むすべての技術分野の発明を特許の対象とすること、および、特許の期間を20年間とすることが義務づけられた。
分かりやすい例として、1962年にフランスで創薬されたバルプロ酸ナトリウムは、躁病に有効であることが数年後に判明し、その後、アボット社は1991年にナトリウムの量を変えたバルプロ酸セミナトリウムの特許を取得し、臨床試験を行った。バルプロ酸セミナトリウムは、高価な新薬デパコートとなり、双極性障害（躁病を含む）に対する気分安定薬としてブランド化されると、医師たちは特許の切れた効能の変わらない以前の薬ではなく、デパコートを用いるようになった。
本物の新薬が減っているのは、上の例だけでなく多岐にわたっている。特許の出現は、ブランドを確立させ、かつて国ごとに異なった商品名であったが、1990年代より、薬は全世界に向けて同じ商品名で同様のマーケティングが行われるようになった。
2010年代の医薬品の世界市場は9000億ドルであり、その半分はアメリカ国内からもたらされ、ほとんどは慢性病の管理にかかわる医薬品からである。500億ドルは、抗うつ薬、気分安定薬、他の中枢神経への薬、続く340億ドルはコレステレール低下の薬、260億ドルは逆流性食道炎のプロトンポンプ阻害剤、240億ドルは血糖降下薬、80億ドルはぜんそく治療薬、続いて骨粗しょう症の薬や、バイアグラのような性機能改善薬である。アメリカの司法省と麻薬取締局による『米国薬物脅威評価2015年』(2015 National Drug Threat Assessment)は、処方薬による死亡は、コカインやヘロインによる死亡を上回り、またオピオイド薬の乱用がヘロインの使用を開始していることを報告した
。薬物による死亡は傷害による死亡の1位となり、多くを処方薬が占めている。
アメリカ全50州の死亡証明書より、医療大麻の合法化に伴って、その州のオピオイド系鎮痛薬の過剰摂取による死亡者数は低下している。医療大麻が使用できる州での集計によると、特に鎮痛薬、ほかにてんかん、うつ病、精神病、不安、悪心、睡眠障害の処方の減少につながっており、州の支出する医療費の削減にもつながっていた。

## 日本
日本の場合、1975年に特許法が改正されて（1976年施行）医薬品を含む物質特許が認められるようになった。その際に、医薬の調剤行為および調剤行為により製造される医薬に関しては、特許権の効力が及ばないものとされた（特許法69条3項）。この規定は、以下の事情を考慮して設けられたものであった。
- 調剤行為を行う者は、処方箋に従わざるを得ない。
- 医師等が、調剤の都度、特許権との抵触を判断することは困難である。
- 医師等の調剤行為は、国民の健康を回復させるという特殊な社会的任務に関するものである[18]。

物質特許制度導入時点の1975年の医薬品産業の研究開発費は952億円であったが、制度導入以降は増加傾向にあり、2000年には7,462億円に達している。
日本では、医薬品医療機器等法第49条が規定した、「薬局開設者または医薬品の販売業者は、医師、歯科医師または獣医師から処方せんの交付を受けた者以外の者に対して、正当な理由なく、厚生労働大臣の指定する医薬品を販売し、または授与してはならない。」 によって厚生労働大臣が指定した医薬品のことである。
該当する医薬品は2005年に通達された「厚生労働省告示第24号」 による。
日本国内の売上高は年々増加し、2015年以降、3年連続で10兆円を超える額となっている。

### 歴史
日本では従来、要指示医薬品として同様の規制があった。2005年4月にこれを処方せん医薬品と改称するとともにその品目が拡大された。これは医師による指示が、口頭では実際になされたのかが必ずしも明瞭ではないので、処方箋の発行を求めることによって、医薬品の適正使用を一層徹底させることを目的としているが、一方では健康保険で使用される医薬品の販売抑制も目的であるとされている。
なお、動物用医薬品においては、現在も要指示医薬品の名称で同様の規制が行われている。

### 処方せん医薬品等の取扱い
厚生労働省から都道府県知事・政令市長・特別区長宛の通知（薬食発第0318第4号平成26年3月18日）において、定められている。
処方せん医薬品の原則は、薬剤師等が業務の用に供する目的で当該処方箋医薬品を購入し、又は譲り受けようとする場合に販売する場合を除き、医師等から処方せんの交付を受けた者以外に正当な理由なく販売することを禁止し、罰則も設けられている。
医師等の処方せんなしに販売を行っても差し支えない正当な理由とは以下の場合である。
1. 大規模災害時等で医師等の受診や医師等からの処方せんの交付が困難な場合
2. 地方自治体の実施する備蓄のために、地方自治体に対し
3. 市町村が実施する予防接種のために、市町村に対し
4. 助産師が行う臨時応急の手当等のために、助産所の開設者に対し
5. 救急救命士が行う救急救命処置のために、救命救急士が配置されている消防署等の設置者に対し
6. 船員法施行規則第53条第1項の規定に基づき船舶に医薬品を備え付けるため、船長の発給する証明書をもって船舶所有者に対し
7. 医学、歯学、薬学、看護学等の教育・研究のために、教育・研究機関に対し
8. 在外公館の職員等の治療のために、在外公館の医師等の診断に基づき、当該職員等に対し
9. 臓器の移植に関する法律（平成9年法律第104号）第12条第1項に規定する業として行う臓器のあっせんのために、同項の許可を受けた者に対し
10. 新法その他の法令に基づく試験検査のために、試験検査機関に対し
11. 医薬品、医薬部外品、化粧品又は医療機器の原材料とするために、これらの製造業者に対し
12. 動物に使用するために、獣医療を受ける動物の飼育者に対し、獣医師が交付した指示書に基づき。（専ら動物のために使用されることが目的とされているものを除く。）
13. その他1.〜12.に準ずる場合

ただし、
1.は可能な限り医師等による薬局等への販売指示に基づくこと。
4.5.8.は、医師等による書面での薬局等への販売指示をあらかじめ受けておくなどする必要があり、4.と5.については、販売毎の指示は必要ではなく、包括的な指示で差し支えない。
6.の証明書、昭和41年5月13日付け薬発296号「船員法施行規則の一部改正及びこれに伴う船舶備付け要指示医薬品の取扱いについて」の別紙様式に準じる。

### 処方箋医薬品以外の医療用医薬品
医療用医薬品の全てが処方箋医薬品であるわけではない。処方箋医薬品には薬理作用が強い薬剤や、発売から間もない新発医薬品などが指定されている。一方、経口投与のビタミン剤や漢方薬などは医療現場で繁用されているが指定されていない。
販売（零売）にあたり法的規則はないが、2005年（平成17年）3月30日厚生労働省の通知で、「処方せんに基づく薬剤の交付を原則とするものであるが、一般用医薬品の販売による対応を考慮したにもかかわらず、やむを得ず販売を行わざるを得ない場合などにおいては、必要な受診勧奨を行った上で、次に掲げる事項を遵守すること。」としている。

1. 必要最低限の数量に限定する
2. 調剤室で分割、調剤室または備蓄倉庫で保管
3. 販売記録（販売品目、販売日、販売数量、患者の氏名と連絡先）の作成
4. 相互作用・重複投薬防止のための、患者の薬歴管理の実施
5. 薬局において、薬剤師が対面により販売

—処方せん医薬品等の取扱いについて（薬食発第0330016号）、厚生労働省医薬食品局長

### 処方箋医薬品の誤販売問題
2006年6月に、CFSコーポレーションが処方箋医薬品である喘息治療薬「ネオフィリン錠」を処方箋なしで販売し、同剤による急性中毒が疑われる事例が発生した。これを端緒として多くの販売業者に拠る処方箋医薬品の誤販売の問題が表面化した。これは前述の要指示医薬品から処方箋医薬品への移行に伴う品目の拡大を認識していなかったためと言われている。

### ハイリスク薬
ハイリスク薬の用語は、処方せん医薬品を薬剤師が調剤する業務において用いられる、危険性が高いため特に注意が必要な医薬品のことであり、抗がん剤や乱用の可能性もある精神科の薬といった薬剤である。こうした薬の安全管理的な説明等を行った際には、調剤報酬において通称「ハイリスク薬加算」がなされる。

### 毒性の強い医薬品
毒薬や、劇薬は、その薬品の毒性の危険性に従って医薬品医療機器等法において指定されている。

## 乱用の危険性が高い医薬品
乱用の危険性が高い医薬品については、他に指定されている場合がある。
習慣性医薬品は、睡眠薬の乱用に伴って、1961年に薬事法（当時）によって指定された医薬品である。大部分は後に、麻薬及び向精神薬取締法によって第1種から3種までの向精神薬に指定されている。同麻薬取締法による麻薬の指定は従来からである。覚醒剤は、戦後のアンフェタミン類の乱用に伴って1951年に覚醒剤取締法が制定され、これによって指定されている。
日本におけるこのような指定は、各国でも、国際条約である1971年の向精神薬に関する条約に批准しているため、アメリカの規制物質法や、イギリスの1971年薬物乱用法のように同様である。向精神薬に関する条約の第11条では、向精神薬の数量の記録義務が定められており、各国でこうした医薬品は管理されている。

## 不正
アメリカ合衆国では、医薬品の違法なマーケティングが行われている。
近年、アメリカでは各製薬会社による、特に精神科の薬を含めた適応外使用の使用を勧める違法なマーケティングにより、数億ドル以上の罰金を伴って罰金の史上最高額を更新し合っている。
- グラクソ・スミスクライン、2011年罰金30億ドル、抗うつ薬パロキセチン（パキシル）やブプロピオン、抗てんかん薬ラモトリギン（ラミクタール）、糖尿病治療薬アバンディア （ロシグリタゾン）などを適用外使用において違法にマーケティングし、副作用データを報告しなかったことなどを含む[1][31]。
- ファイザー、2009年23億ドル、抗リウマチ剤のバルデコキシブ（英語版）（ベクストラ）[1][32]、抗精神病薬のジオドン（ジプラシドン（英語版））、抗てんかん薬のプレガバリン（リリカ）などを適応外使用において違法にマーケティングし、うち10億ドルの罰金は処方することを奨励するために医療従事者を豪華に接待したことが理由である[1]。
- アボット、2012年15億ドル、抗てんかん薬バルプロ酸（デパコート）を違法にマーケティングし[1][29]、有効性や安全性また費用対効果に対して虚偽の情報を説明し、不適切に高齢者施設で販売し、さらに見返り金を支払ったなどが理由である[1]。
- イーライリリー、2009年14億ドル以上、抗精神病薬のオランザピン（ジプレキサ）を特に子供や高齢者や、認知症などに対して[1][32]、心不全、肺炎、体重増加や糖尿病の危険性を知りながら、適応外で販売し、体重増加との関連性を狭小化しようと「糖尿病の神話」と題するビデオテープなども用いていた[1]。
- ジョンソン・エンド・ジョンソンとその子会社ヤンセン、2012年11億ドル以上、抗精神病薬のリスペリドン（リスパダール）の体重増加や糖尿病[1][29]、脳卒中、発作、などの命に関わる副作用について虚偽を主張し、軽視または隠蔽したことによる[1]。
- アストラゼネカ、2010年5.2億ドル、抗精神病薬のクエチアピン（セロクエル）を承認されていない用途、攻撃性、アルツハイマー、認知症、不安、注意欠陥多動性障害、うつ病、気分障害、心的外傷後ストレス障害、不眠などに対して販売し、またそのような使用を推進するのに豪華リゾート地などを用いた[1]。子供では可能性として、高齢者では死亡リスクの上昇の可能性がある[29]。
- ノバルティス、2010年4.23億ドル、オクスカルバゼピン（抗てんかん薬）の違法なマーケティングと、オクスカルバゼピンの他に高血圧の治療薬バルサルタン（ディオバン）など5薬剤を処方した際に見返り金を支払ったことが理由である[1]。

自社製品の販売を促進するため、製薬会社が医療ゴーストライターを雇うことがあることに対する対策も必要である。また、2014年の日本におけるノバルティスによるディオバン事件のように、試験のデータを改竄するというような科学における不正行為も存在する。
製薬産業による、組織的な犯罪は深刻かつ反復的であり、それは死亡や重篤な副作用といった危険性を度外視して行われているとする意見もある。

## 過剰投与による死亡
処方されたオピオイドの使用による死亡増加はオーストラリアを除いて2010年代のトレンドである。2010年のアメリカでは、過剰摂取による死亡の原因の過半数が処方せん医薬品であり、全体の74.3%が意図しない死亡である。麻薬カルテルよりも、製薬会社の作る薬のほうが多くの人を殺しているという状況になった。
日本でも薬漬け医療の問題を持つ。過剰摂取に対する取り組みがなされている。